# Ioan de Szentgyörgy
Ioan de Szentgyörgyi, împreună cu fratele său Sigismund de Szentgyörgyi și cu Berthold Elberbach, a fost voievod al Transilvaniei între 1465 și 1467. El a condus în 1467 răscoala nobililor și a orașelor din Transilvania împotriva regelui Matei Corvin, dar a fost înfrânt.